# 이집트 원왕조
이집트 원왕조(原王朝, protodynastic) 시대는 이집트 선왕조 시대가 끝날 무렵 왕권이 형성되어 가던 시기를 뜻한다. 고고학적으로는 나카다 문화 3기에 해당되며, 대략 기원전 31세기 ~ 기원전 30세기에 해당된다.

## 개요
원왕조 시대는 상하 이집트가 통합되어 초기왕조 시대의 통일 왕조가 되어가는 과정으로 이야기할 수 있다. 또한 이 시대에 처음으로 이집트 신성문자가 기록되기 시작했다. 또한 팔레스타인 남부에 상업 등의 목적을 가진 이집트인들이 정착하기 시작했다.
이 시기에는 나일강을 따라 생성되던 수많은 소규모 도시 국가들이 몇 개의 핵심적인 세력으로 통합되어 갔다. 이들 중 상이집트의 티니스, 나카다, 네켄의 3개 도시가 중요하게 등장하였다. 이들은 각자 섬기는 신에 따라 나누어졌는데, 티니스와 네켄은 호루스를 섬겼으며, 나카다와 하이집트 지역은 세트를 섬겼다.
시간이 흐르자 호루스 숭배 지역이 점차 우세해졌으며, 나카다는 티니스와 네켄의 사이에 위치하여 결국 굴복하고 말았다. 강력해진 티니스 세력은 정치적 발달이 늦은 하이집트를 점령했으며, 네켄의 왕족들이 티니스 왕족에 흡수되어 이집트의 통일이 달성되었다. 티니스 출신 왕들은 아비도스에 묻혀 있다.
유명한 나르메르 팔레트를 남긴 나르메르는 이 시기의 마지막 왕, 혹은 이집트 초기왕조를 연 왕으로 알려져 있다. 전갈왕이라는 이름이 제시되기도 한다.